# Mother Earth
Mother Earth — второй студийный альбом нидерландской симфоник-метал-группы Within Temptation. Выпущен лейблом DSFA Records в 2000 году. Альбом стал поворотным в стиле Within Temptation: начиная с него группа ушла от мрачного и тяжёлого готик-метала в сторону более лёгкого и мелодичного симфоник-метала. Песни на альбоме посвящены главным образом живой природе — «Матери-Земле».

## История
В интервью 2008 года с Faceculture Шарон утверждает «…Мы больше не хотели использовать гроулинг. Мы чувствовали, что все используют это как новый модный трюк, и из-за этого мы больше не хотели иметь его в нашей музыке… так же мы были в восторге от фильма „Храброе сердце“, который был „очень кельтским“, и это оказало сильное влияние на наш альбом, потому что мы были влюблены в саундтрек к этому фильму. Так вдохновленный этим фильмом, альбом получился таким… Я все еще очень люблю этот альбом … он создавался очень естественным образом.».
Первоначально выпущенный 4 декабря 2000 года в Нидерландах, и 21 августа 2001 года в других станах Европы, альбом в скором времени получил высокую оценку слушателей, став золотым и платиновым в различных европейских странах, был удостоен награды TMF/MTV Awards. А DVD Mother Earth получил Edison Award.
Первым синглом стала песня «Our Farewell», не попавшая в чарты. Второй сингл, «Ice Queen», стал большим успехом для группы — в марте 2002 года он поднялся до второго места в Нидерландах, но стал первым синглом Within Temptation, поднявшимся на первое место в Бельгии.
В январе 2003 года компания GUN Records выпустила новую (дополненную четырьмя новыми бонусными треками) версию альбома в Германии и соседних странах, а в сентябре 2004 года альбом в той же редакции был представлен в Великобритании, благодаря компании Sanctuary Records.
5 августа 2008 года альбом Mother Earth наряду с альбомом The Silent Force был выпущен в США компанией Roadrunner Records.

## Список композиций
| №  | Трек                 | Длительность |
| -- | -------------------- | ------------ |
| 1  | «Mother Earth»       | 5:29         |
| 2  | «Ice Queen»          | 5:20         |
| 3  | «Our Farewell»       | 5:18         |
| 4  | «Caged»              | 5:47         |
| 5  | «The Promise»        | 8:00         |
| 6  | «Never Ending Story» | 4:02         |
| 7  | «Deceiver of Fools»  | 7:35         |
| 8  | «Intro»              | 1:06         |
| 9  | «Dark Wings»         | 4:14         |
| 10 | «In Perfect Harmony» | 6:58         |

## Участники записи
- Шарон ден Адель — ведущий вокал (сопрано)
- Роберт Вестерхольт — гитара
- Рюд Адрианюс Йоли — гитара
- Йерун ван Вен — бас-гитара
- Стефен ван Хастрегт — ударные
- Мартейн Спиренбюрг — синтезатор

### Приглашённые музыканты
- Arjen Lucassen — гитарное соло в композиции «Dark Wings»
- Rene Dissel — безладовая бас-гитара в композиции «Never-ending Story»
- Guus Eikens — синтезаторы и аранжировки в композициях «Mother Earth» и «The Promise»
- René Merkelbach — дополнительные клавишные, оркестровые аранжировки

### Академический хор
Caspar De Jonge, Hans Cassa, Melissa 't Hart, Yvonne Rooda